# Jeff Greer
Pour les articles homonymes, voir Greer.
Jeff Greer, né le 30 novembre 1979 à New York, est un joueur de basket-ball dominicain, à la retraite depuis 2017 et son départ de Poitiers. Il mesure 1,96 m et joue au poste d'arrière. Il passe la majeure partie de sa carrière professionnelle dans les championnats de France Pro A et Pro B.

## Biographie
Jeff Greer grandit à New York (New York, É.-U.) dans le Bronx avec son frère Ricardo (aussi joueur de basket-ball), un autre frère et sa sœur. Son père les ayant quittés, sa mère les élève seule. Mais alors que Jeff est encore un jeune adolescent, elle décède. Son frère aîné et sa sœur, déjà jeune mère, s'occupent de lui et de Ricardo.
Jeff commence sa carrière à l'université de Rutgers en NCAA I. Non drafté en 2001, il rejoint Los Prados et son frère Ricardo en République dominicaine. Il y resta une saison puis, part pour la France et Vichy, évoluant alors en Pro B. Durant cette même année 2002, il rejoue avec son frère sous les couleurs de Los Diablos de la Vega, de nouveau en République dominicaine. Sa carrière le ramena ensuite à Vichy, cette fois-ci en Pro A, puis au Havre en 2004 et enfin à Strasbourg.
Complément de Ricardo, Jeff Greer est un arrière réputé souple, capable aussi bien de se frayer un chemin au panier que de tirer avec réussite à longue distance.
Son tir à trois points, toujours présent au meilleur moment que ce soit en championnat (5/7 contre Le Mans et victoire de Strasbourg à l'extérieur, 6/9 contre Dijon pour une autre victoire à l'extérieur) ou en Euroligue (3/4 contre l'AEK Athènes dont le tir de la victoire à trente secondes de la fin) et son aptitude à s'envoler au dunk l'ont rendu très populaire dans la capitale alsacienne.
Jeff est également un excellent défenseur comme lors de la demi-finale des playoffs 2005 où il réduisit Bernard King à deux points en deuxième mi-temps alors que celui-ci en avait marqué seize en première.
Comme la saison passée, Greer a peiné en début de saison à trouver sa place dans une équipe pleine de grosses individualités. Il parvint finalement à réaliser une deuxième partie de saison éclatante, son regain de forme corroborant avec l'éviction d'Alvin Young.
Après des playoffs pour le moins mitigés, Jeff n'est officiellement plus une priorité pour le club strasbourgeois. Il quitte la France pour Israël et le club de Nahariya, quatrième de son dernier championnat national.
En juillet 2007, il signe un contrat de 3 ans en faveur du SLUC Nancy et rejoint ainsi son frère Ricardo au sein de l'équipe. À la suite d'un magnifique match, il offre la victoire à son équipe en finale du championnat de France de Pro A.
En juin 2010, il signe un an en faveur du BCM Gravelines Dunkerque, club où son frère Ricardo, qui évolue pour cette saison 2010-2011 à Strasbourg, a joué durant l'année saison 2004.

## Clubs successifs
- 2001 : Los Prados
- 2001-2003 :  JA Vichy (Pro B), (Pro A)
- 2003-2004 :  Le Havre (Pro A)
- 2004-2006 :  Strasbourg (Pro A)
- 2006-2007 :  Nahariya (1er division)
- 2007-2010 :  SLUC Nancy (Pro A)
- 2010-2011 :  Basket Club Maritime Gravelines Dunkerque Grand Littoral (Pro A)
- 2011-2012 :  EnBW Ludwigsburg (Bundesliga)
- 2012-2013 :  Strasbourg (Pro A)
- depuis 2013 :  Poitiers Basket 86 (Pro B)

## Palmarès

### En Club
- Champion de France Pro A : 2005 et 2008
- Champion de France Pro B : 2002
- Semaine des As : 2011
- Finaliste de la Disney Land Leaders Cup 2013 avec Strasbourg
- Finaliste du Championnat de France de Pro A 2013 avec Strasbourg

### En Équipe nationale
- Membre de l'équipe internationale dominicaine
- Médaillé d'argent aux jeux Panaméricain de 2003

### Distinctions personnelles
- MVP de la finale de Pro A 2008
- All-Star Game LNB : 2007